# リーヒマキ駅
座標: 北緯60度44分07秒 東経024度46分52秒 / 北緯60.73528度 東経24.78111度
リーヒマキ駅（フィンランド語: Riihimäen rautatieasema、スウェーデン語: Riihimäki järnvägsstation）はフィンランドのカンタ＝ハメ県リーヒマキにあるフィンランド国鉄の鉄道駅である。

## 概要
ヘルシンキ中央駅からの距離は71.4kmであり、ヘルシンキ近郊列車の終点駅でもある。フィンランド幹線鉄道とリーヒマキ・サンクトペテルブルク鉄道のジャンクション駅である。

## 歴史
1862年にヘルシンキ - ハメーンリンナ間の鉄道（フィンランド幹線鉄道）の途中駅として開業した。リーヒマキ自体が鉄道の開業によって開かれた街である。1870年にはロシア帝国の首都であったサンクトペテルブルクへの路線（リーヒマキ・サンクトペテルブルク鉄道）が建設された。輸送量の増加に伴い、20世紀初頭までにリーヒマキは交通の要所になった。1907年にはロッピへの狭軌路線が開通したが、1952年に廃止された。1972年には電化が行われた。20世紀末にはヘルシンキ - リーヒマキ間の輸送量が飽和状態になったことからケラヴァとラハティを直結する新線が建設され、2006年に開業した。ロシア方面への長距離列車は新線経由となり、現在のリーヒマキ - ラハティ間は普通列車と貨物列車のみが運行されている。

## 隣の駅
フィンランド幹線鉄道（ヘルシンキ・リーヒマキ線、ヘルシンキ近郊列車D・R・T系統）
ヒュヴィンカー駅 - リーヒマキ駅
フィンランド幹線鉄道（リーヒマキ・タンペレ線）
リーヒマキ駅 - Ryttylä駅
リーヒマキ・サンクトペテルブルク鉄道（リーヒマキ・ラハティ線）
リーヒマキ駅 - ヒキア駅